# Meszes Boglárka
Meszes Boglárka Vivien (1986 –) magyar televíziós műsorvezető, az M1 csatorna hírműsorainak házigazdája, a csatorna hírtelevízióvá alakulása óta, 2015. március 15-től. 

## Életpályája
Gyermekkorát Esztergomban töltötte, majd szerelme után ment Pécsre, ahol jogász diplomát szerzett.
Egyetemi évei alatt kezdett televíziózni. 2009-től 2012-ig volt az MTV Pécsi Stúdiójának félállású munkatársa, ahol 2011-ben a Prix Circom-on, a regionális televíziók európai versenyén nyertek díjat Eufória című európai információs műsorukkal. A Gyukity István, Németh Zsolt, Meszes Boglárka és Zakariás László által készített produkció a Vivre L'Europe kategória első díját kapta. Jelenleg az M1 Híradó műsorvezetője.